# Gallotia galloti
Gallotia galloti là một loài thằn lằn trong họ Lacertidae. Loài này được Oudart mô tả khoa học đầu tiên năm 1839.

## Hình ảnh

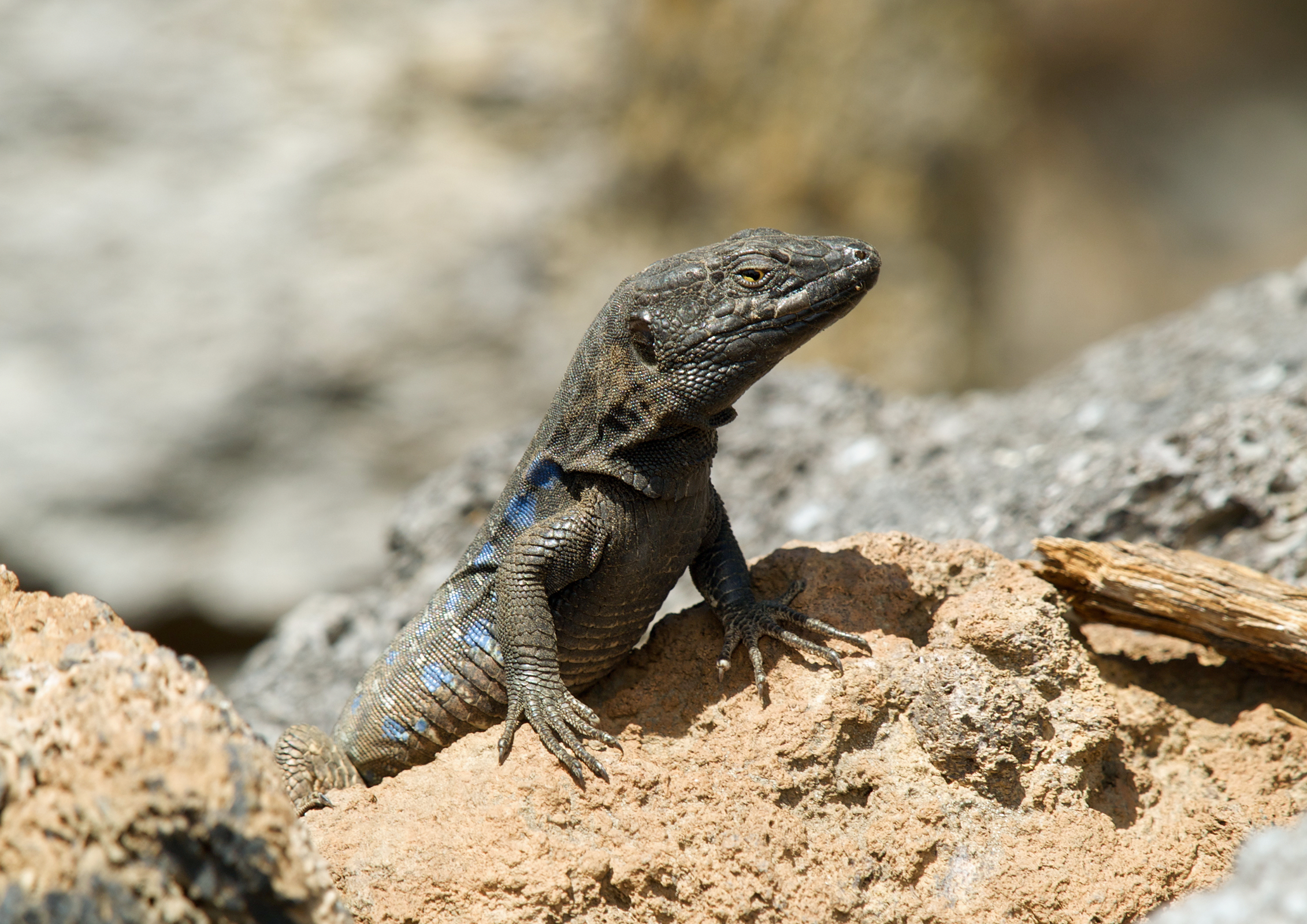
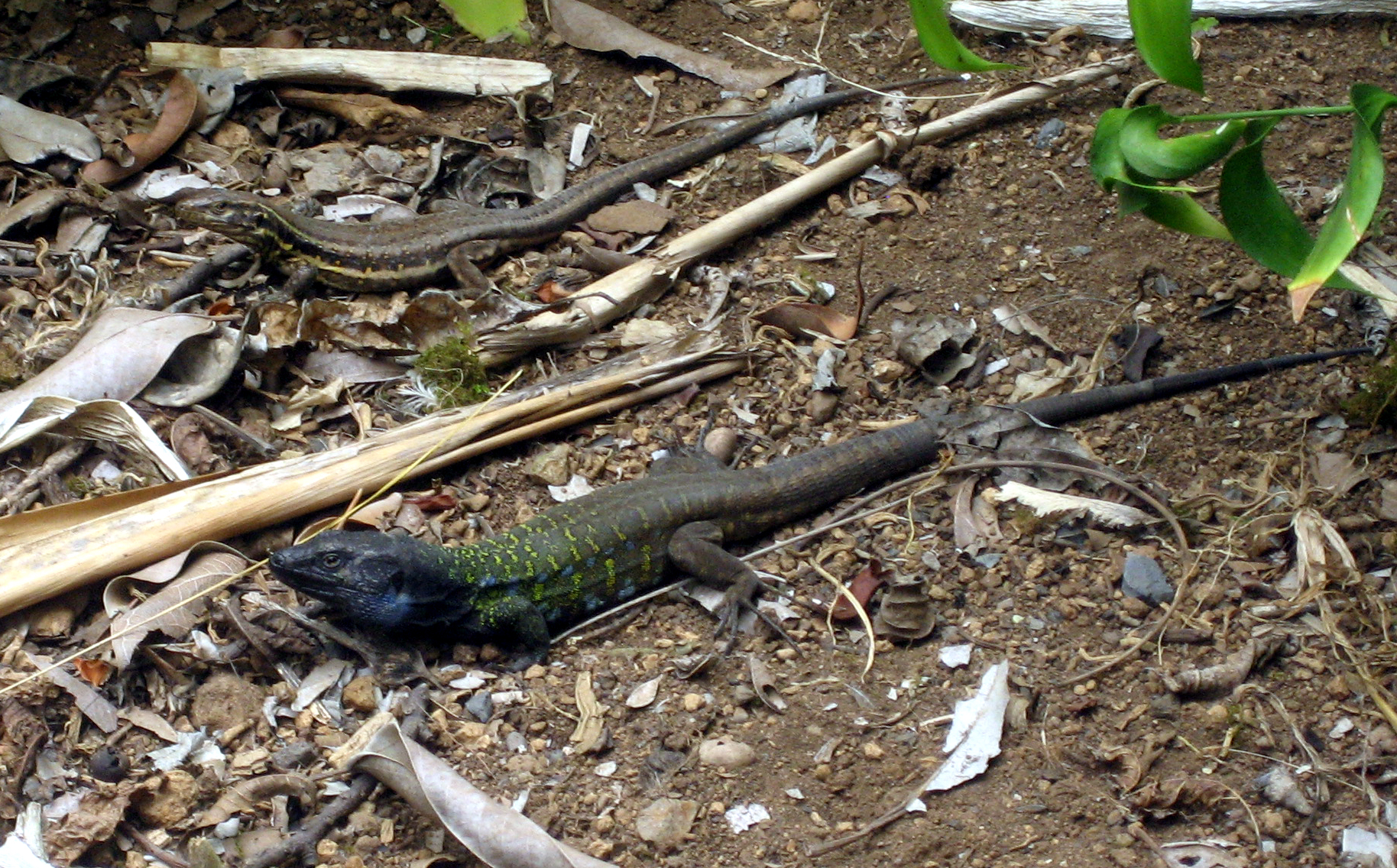
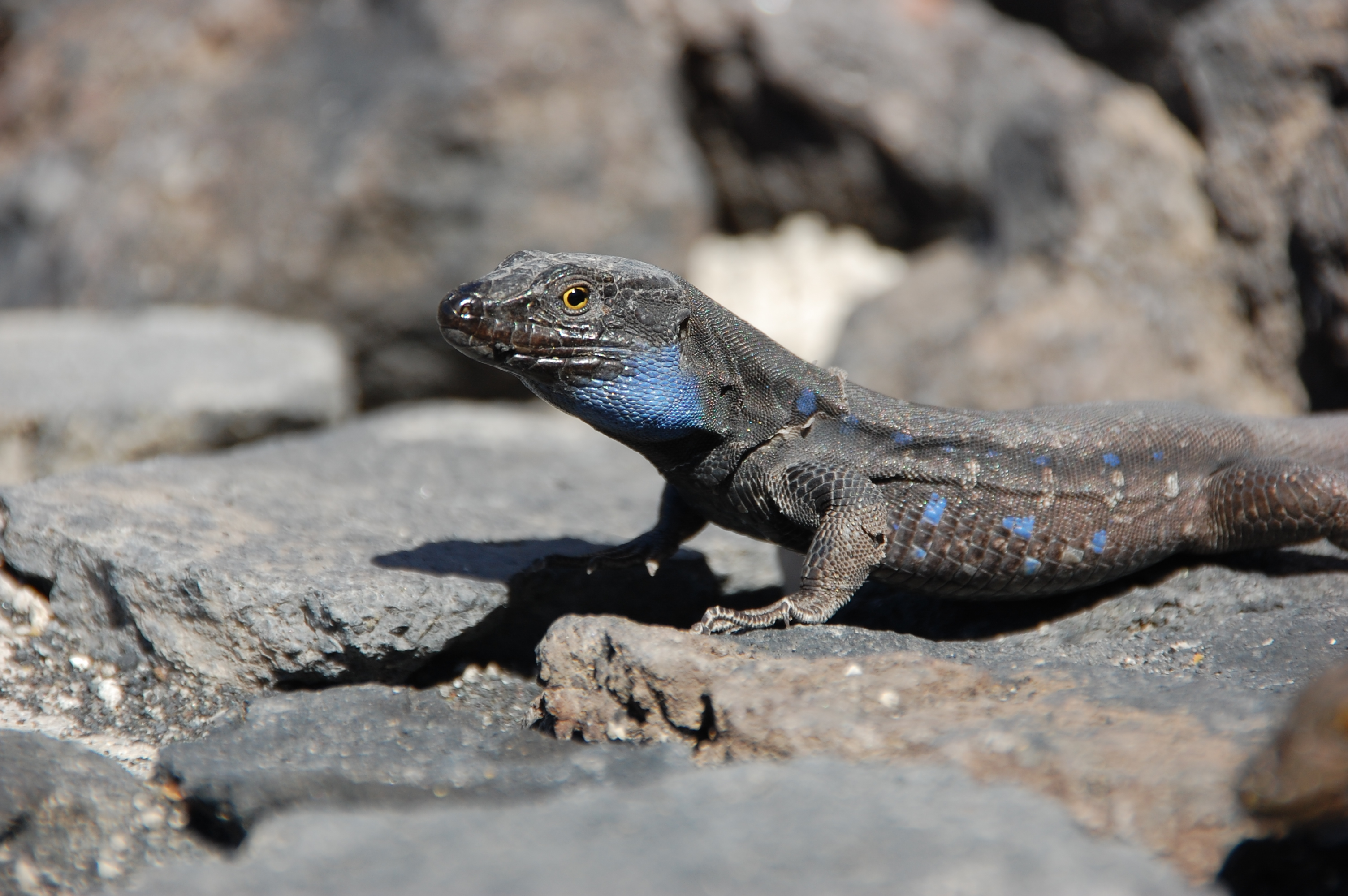
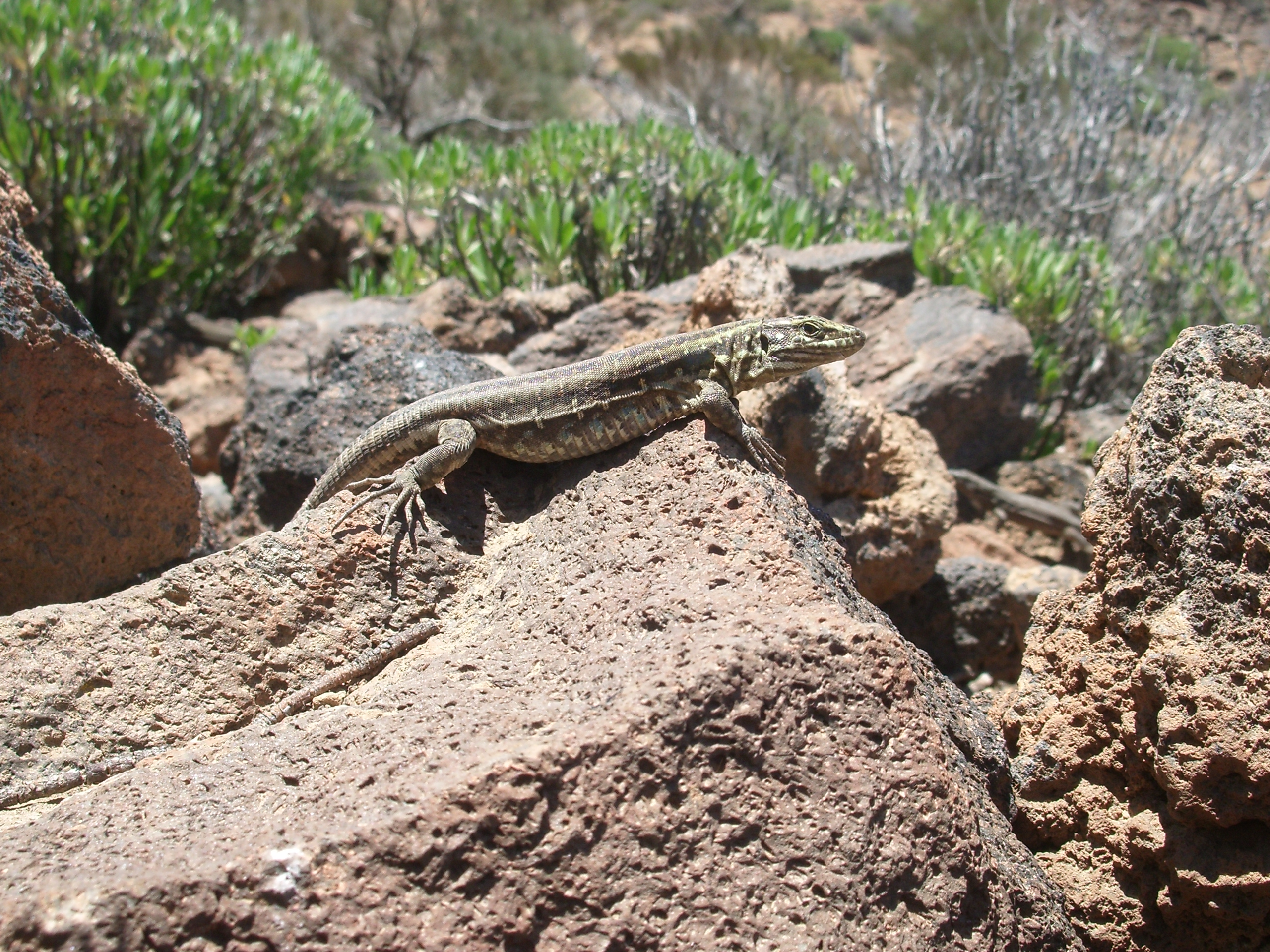
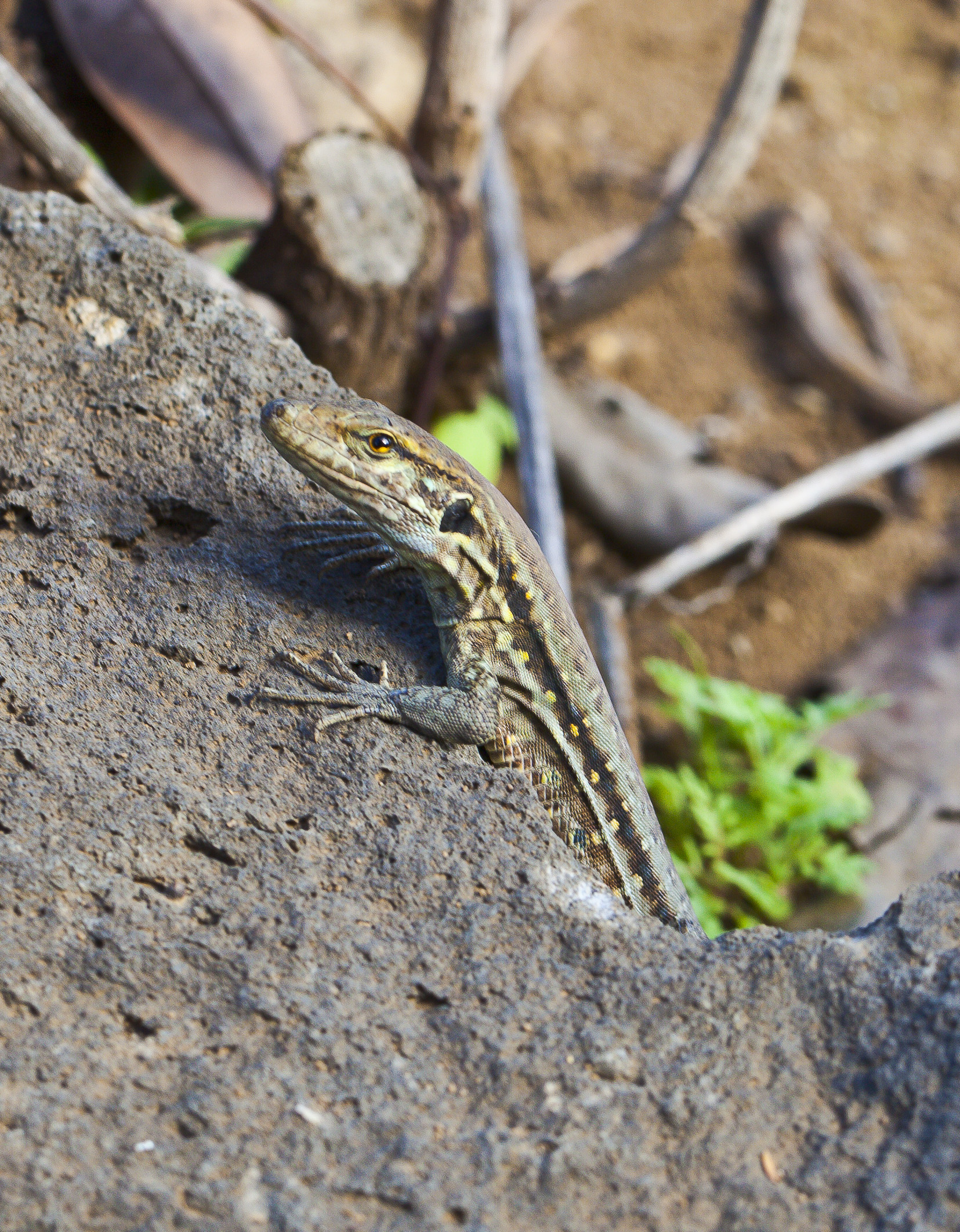
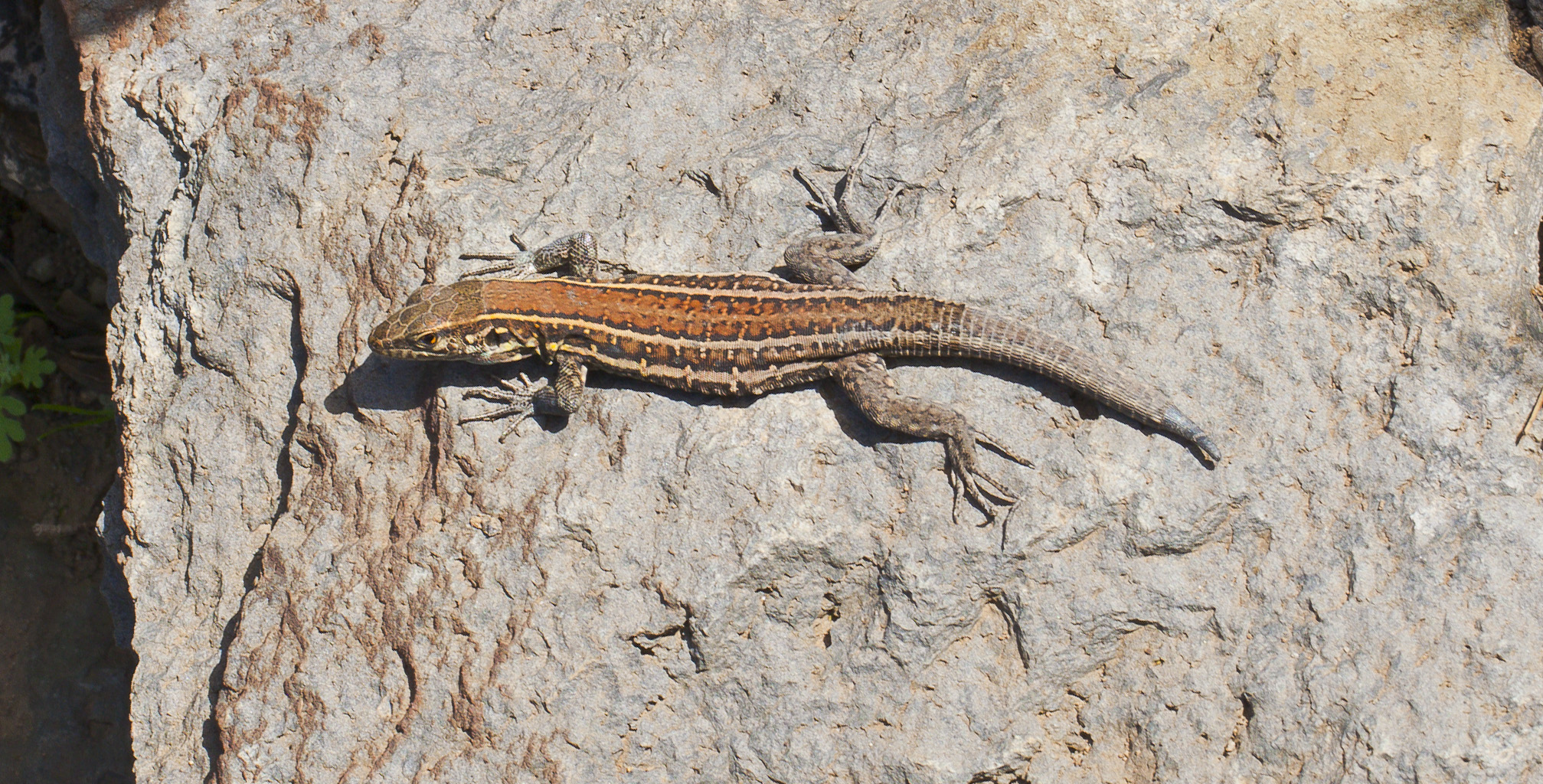
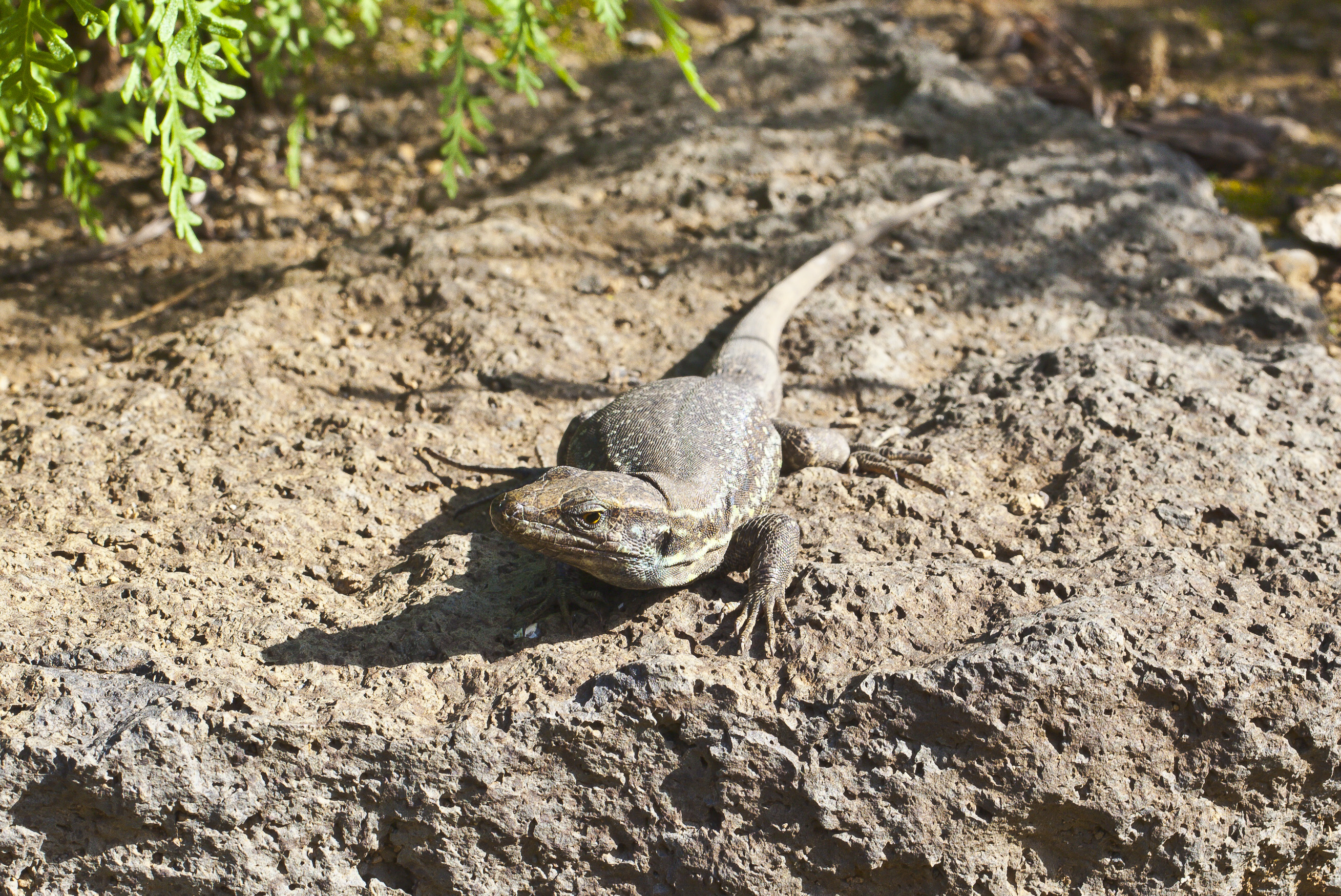
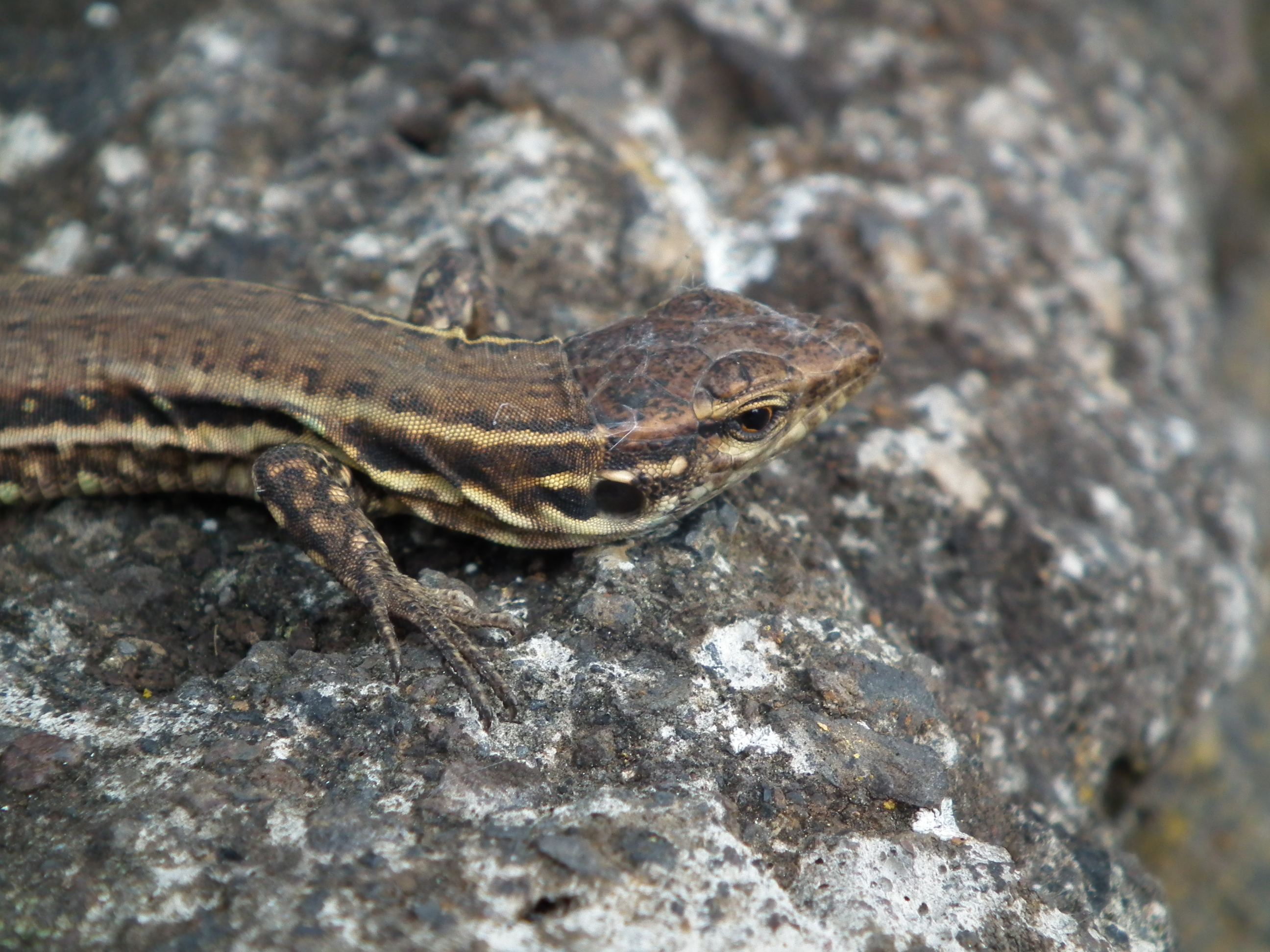